# Berserk : L'Âge d'or
Pour les articles homonymes, voir Berserk (homonymie).
Berserk : L'Âge d'or (ベルセルク 黄金時代篇, Beruseruku Ōgon Jidai-hen) est une série de trois films sortis en 2012 et 2013, adaptant l'arc L'Âge d'or du manga Berserk de Kentarō Miura.
En avril 2012, l'éditeur Dybex annonce l'acquisition de la licence pour distribuer la trilogie en DVD dans les pays francophones. Le premier film est sorti le 5 juin 2012, le deuxième le 31 janvier 2013, et le troisième le 20 juillet 2014.
En 2022 est annoncée une reprise de la trilogie sous la forme d'une série d'animation, produite par Studio 4°C et intitulée Memorial Edition (ベルセルク 黄金時代篇 MEMORIAL EDITION).

## Liste des films

### Berserk: L'Âge d'or I - L'Œuf du roi
Berserk : L'Âge d'or I - L'Œuf du roi (ベルセルク 黄金時代篇I 覇王の卵, Beruseruku Ōgon Jidai-hen Wan Haō no Tamago) est sorti le 4 février 2012 au Japon, et le 23 juin 2012 en France.
Midland: un royaume pris, depuis un siècle, dans l'étau d'une guerre sans merci avec ses voisins. Sur les champs de bataille, Guts, un jeune mercenaire lutte pour survivre au quotidien. Malgré son jeune âge, il se bat avec la rage d'un chien fou, déploie une effroyable dextérité et traîne derrière lui une épée au gabarit impressionnant. Alors qu'il sort d'une énième bataille, il est pris à partie par une bande de mercenaires, qui s'imaginent pouvoir le détrousser. Le choc est rude, et leur chef est obligé d'intervenir pour éviter que ses lieutenants ne se fassent massacrer en quelques instants. Après un affrontement en combat singulier, Guts se retrouve embrigadé et découvre qu il a affaire à la Troupe des Faucons, des mercenaires aguerris dirigés par Griffith, un jeune homme charismatique et mystérieux, qui semble promis à une ascension fulgurante...

### Berserk: L'Âge d'or II - La Bataille de Doldrey
Berserk : L'Âge d'or II - La Bataille de Doldrey (ベルセルク 黄金時代篇II ドルドレイ攻略, Beruseruku Ōgon Jidai-hen Tsū Dorudorei Koryaku) est sorti le 23 juin 2012 au Japon, et le 31 janvier 2013 en France.
Doldrey : une forteresse imprenable, aux mains des Chuder. Située aux confins de Midland, auquel elle appartenait autrefois, elle est gardée par les unités d'élite de la cavalerie du légendaire Général Boscogn. Rien ni personne ne semble en mesure de la faire vaciller. Pourtant, sa chute mettrait un terme à la Guerre des Cent Ans. Alors que les armées de Midland ont échoué maintes et maintes fois dans sa reconquête, Griffith propose au Roi de laisser la Troupe du Faucon prendre la tête du prochain assaut contre la forteresse. Il s'apprête ainsi à lancer 5000 Faucons contre 30 000 Chuder. L'ambition dévorante de Griffith ne semble connaître aucune limite. À ses côtés, ses fidèles lieutenants, Guts et Casca. Ensemble, ils espèrent faire plier le destin…

### Berserk: L'Âge d'or III - L'Avent
Berserk : L'Âge d'or III - L'Avent (ベルセルク 黄金時代篇III 降臨, Beruseruku Ōgon Jidai-hen Surī Kōrin) est sorti le 1er février 2014 au Japon, et le 20 juillet 2014 en France.
Le banquet est arrivé. La grande nuit du Banquet, qui ne vient qu'une fois tous les 216 ans. Dans l'ombre de l'éclipse, quatre anges se rassemblent, sous les yeux horrifiés de Guts et des hommes de la Troupe du Faucon, transportés aux confins des dimensions.
Les mots terrifiants de Void résonnent sans fin dans l'esprit vacillant de Griffith.
« Tu as été choisi par la causalité. Tu as été choisi par la Main de Dieu, en ce lieu, et en ce temps. As-tu peur de ton futur ? Regarde : les ailes du Faucon sont venues à ton secours. Ils sont ce qui te reste, à la fin de ton itinéraire sanglant. Vas-tu poursuivre ton chemin, ou te laisser enterrer par les ruines de ton rêve ? »

## Doublage
Pour Guts, la voix japonaise est Hiroaki Iwanaga en remplacement de Nobutoshi Canna de l'anime original, Takahiro Sakurai pour Griffith (en remplacement de Toshiyuki Morikawa), et Toa Yukinari comme Casca (en remplacement de Yūko Miyamura),.
| Guts                | Hiroaki Iwanaga    | Raphaël Cohen                                                          |
| Griffith / Femto    | Takahiro Sakurai   | Fabien Briche                                                          |
| Casca               | Toa Yukinari       | Véronique Picciotto                                                    |
| Charlotte           | Aki Toyosaki       | Marie Chevalot                                                         |
| Judeau              | Yuki Kaji          | Stéphane Ronchewski                                                    |
| Corkus              | Yoshirou Matsumoto | Marc Saez                                                              |
| Pippin              | Takahiro Fujiwara  | Emmanuel Gradi                                                         |
| Rickert             | Minako Kotobuki    | Marie Chevalot                                                         |
| Gaston              | Kazuki Yao         | Christian Visine (film 1) Emmanuel Gradi (film 2) Bruno Magne (film 3) |
| Roi de Midland      | Nobuyuki Katsube   | Thierry Kazazian                                                       |
| Comte Julius        | Rikiya Koyama      | Frédéric Popovic                                                       |
| Nosferatu Zodd      | Kenta Miyake       | Jérome Keen                                                            |
| Silat               | Yūichi Nakamura    | Jérome Keen                                                            |
| Void                | Shinji Ogawa       | Jérome Keen                                                            |
| Ubik                | Chafurin           | Stéphane Roux-Weiss                                                    |
| Slan                | Miyuki Sawashiro   | Hélène Bizot                                                           |
| Conrad              | Rikiya Koyama      |                                                                        |
| Chevalier Squelette | Akio Otsuka        | Emmanuel Gradi                                                         |

## Musique
Les bandes sonores ont été composées et arrangées par Shirō Sagisu, et la chanson thématique composée et arrangée par Susumu Hirasawa.
La chanson d'introduction de tous les films, Aria a été chantée par Hirasawa, une performance en direct (de Phonon 2555 Vision) et incluse dans les vidéos du second film. Une autre version live est sur le DVD Nomonos et Imium. le reste de ses créations pour l'anime Berserk a été regroupé dans l'album Ash Crow.
La musique de fin du premier film, Utsukushii Mono, a été chantée par la chanteuse de R&B Ai et composée par Rykeyz et Redd Styiez.
La musique de fin du troisième film, Breakthrough, a été interprétée par le duo Chemistry, écrite par Kaname Kawabata, Hidenori Tanaka et UTA, et arrangée par Sagisu, Miho Hazama et Chokkaku.

## Réception
La réception des films est mitigée et très variée selon les épisodes. Selon Richard Elsenbels de Kotaku, les deux premiers opus de la trilogie sont décevants car ils vont trop vite sur trop de passages de l'histoire, mais il décrit le troisième épisode comme surpassant le manga original dans la tourmente émotionnelle et la violence brutale.
La trilogie a obtenu des scores respectables sur Rotten Tomatoes, avec :
- Berserk : L'Âge d'or I - L'œuf du roi recevant 75% ;
- Berserk : L'Âge d'or II - La bataille pour Doldrey recevant 85% ;
- Berserk : L'Âge d'or III - L'Avent recevant 85%.

La trilogie a également reçu une note moyenne de 3.8 / 5.